# 清見寺

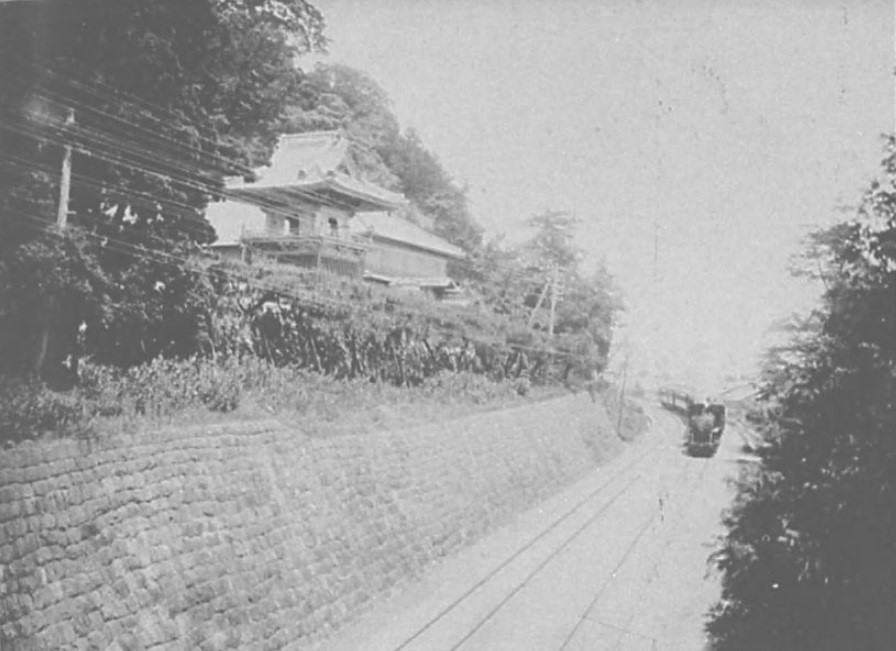
清見寺 明治末期 右側に東海道本線

清見寺（せいけんじ）は、静岡市清水区興津清見寺町にある臨済宗妙心寺派の寺院。山号は巨鼇山（こごうさん）、正式には「巨鼇山 求王院 清見興国禅寺」（こごうさん ぐおういん せいけんこうこくぜんじ）と称する。

## 歴史
寺伝では奈良時代の創建と伝える。平安時代は清見関（清見ヶ関）に置かれた比叡山を総本山とする天台宗の寺院であった。
鎌倉時代に禅寺として復興し、足利尊氏や今川義元の帰依を受けて繁栄した。また、その頃、徳川家康は今川氏に人質としてであったが、当寺の住職太原雪斎に師事し、当寺で勉強していた。交通の要衝であり、武田氏による駿河侵攻の際には、今川氏真が本陣を構えたものの、薩埵峠の戦いによる家臣の相次ぐ離反、武田方への内通により戦わずして駿府城に撤退している。
江戸時代には徳川氏の庇護を受けたほか、東海道の目の前にあることから、朝鮮通信使や琉球使の接待がここで行われた。広島県福山市鞆町にある福禅寺、岡山県瀬戸内市牛窓町にある本蓮寺と共に朝鮮通信使遺跡として国の史跡に指定されている。また庭園も国の名勝に指定されている。
また、駿河湾を望む風光明媚な高台にあり、室町時代には雪舟が、明治時代には夏目漱石や高山樗牛、島崎藤村が訪れている。
なお、寺の境内を東海道本線の線路が横切っている。その経緯については興津駅の歴史を参照。

### 年表
- 白雉年間（650年 - 654年）清見関の側に天台宗の寺院として創建される。
- 建長年間（1255年）清見寺梵鐘の第一回鋳造を行う。
- 弘長2年（1262年）関聖が臨済宗寺院として再興し、師の円爾（弁円）を勧請中興に招く。
- 康永元年（1342年）室町幕府初代将軍・足利尊氏により天下十刹制度に組み込まれ官寺として保護される。清見寺領の承元寺が駿河国安国寺に指定され、清見寺に塔が建てられる。清見寺は、興国禅寺の名を受ける。
- 永享4年（1432年）室町幕府将軍足利義教、富士遊覧の途上、今川家の案内により、清見寺に来る。
- 戦国時代の戦乱に巻き込まれて焼失。
- 天文9年（1540年）頃、太原崇孚禅師清見寺に入寺（準開山）、東海の雄・今川義元の後援を得て太原雪斎が復興。
- 天文19年（1549年）頃、松平竹千代（後の徳川家康）が滞在（のちに徳川家に保護されるきっかけとなる。）
- 元亀2年（1571年）大輝祥邊禅師住す（中興開山）
- 天正10年（1582年）徳川家康の軍勢興津に陣す。
- 天正18年（1590年）豊臣秀吉、小田原城北条氏攻伐の際立寄り滞在す。豊臣秀吉、韮山城攻撃の際、清見寺梵鐘を徴用す。
- 慶長5年（1600年）徳川家康、奥州征伐の際清見寺に宿す。
- 慶長5年（1600年）徳川家康、関ヶ原戦の途上清見寺に立寄る。
- 慶長12年（1607年）朝鮮通信使者清見寺に立寄る（5月）
- 慶長15年（1610年）琉球国具志頭王子清見寺に埋葬す（8月）
- 元和2年（1616年）大玄関落成す（静照院寄進）。
- 元和2年（1616年）清見寺住持久能山家康の廟所ヘ諷経を納む。
- 元和3年（1617年）釈迦如来坐像家康の姫の寄進（静照院）。
- 元和9年（1623年）家康が来寺（7月）
- 慶安4年（1651年）山門落成す（9月）
- 明暦元年（1655年）朝鮮聰使清見寺立寄り（10月）
- 宝永7年（1710年）徳川幕府清見寺諸堂を修覆す。
- 明治2年（1869年）明治天皇遷都の際「御成り」（3月）
- 明治11年（1878年）明治天皇北陸巡幸の際「御成り」（11月）
- 明治20年（1887年）坂上真浄が住職に就任
- 明治21年（1888年）東宮（後の大正天皇）海水浴のため滞泊
- 明治22年（1889年）東海道本線境内を通過す（2月）
- 昭和11年（1936年）清見寺庭園文部省より名勝に指定さる（9月）
- 昭和37年（1962年）興津埠頭工事始り清見潟没す（2月）

## 伽藍
- 山門 - 慶安4年（1651年）
- 玄関 - 元和2年（1616年）
- 方丈 - 家康手習の間がある
- 鐘楼

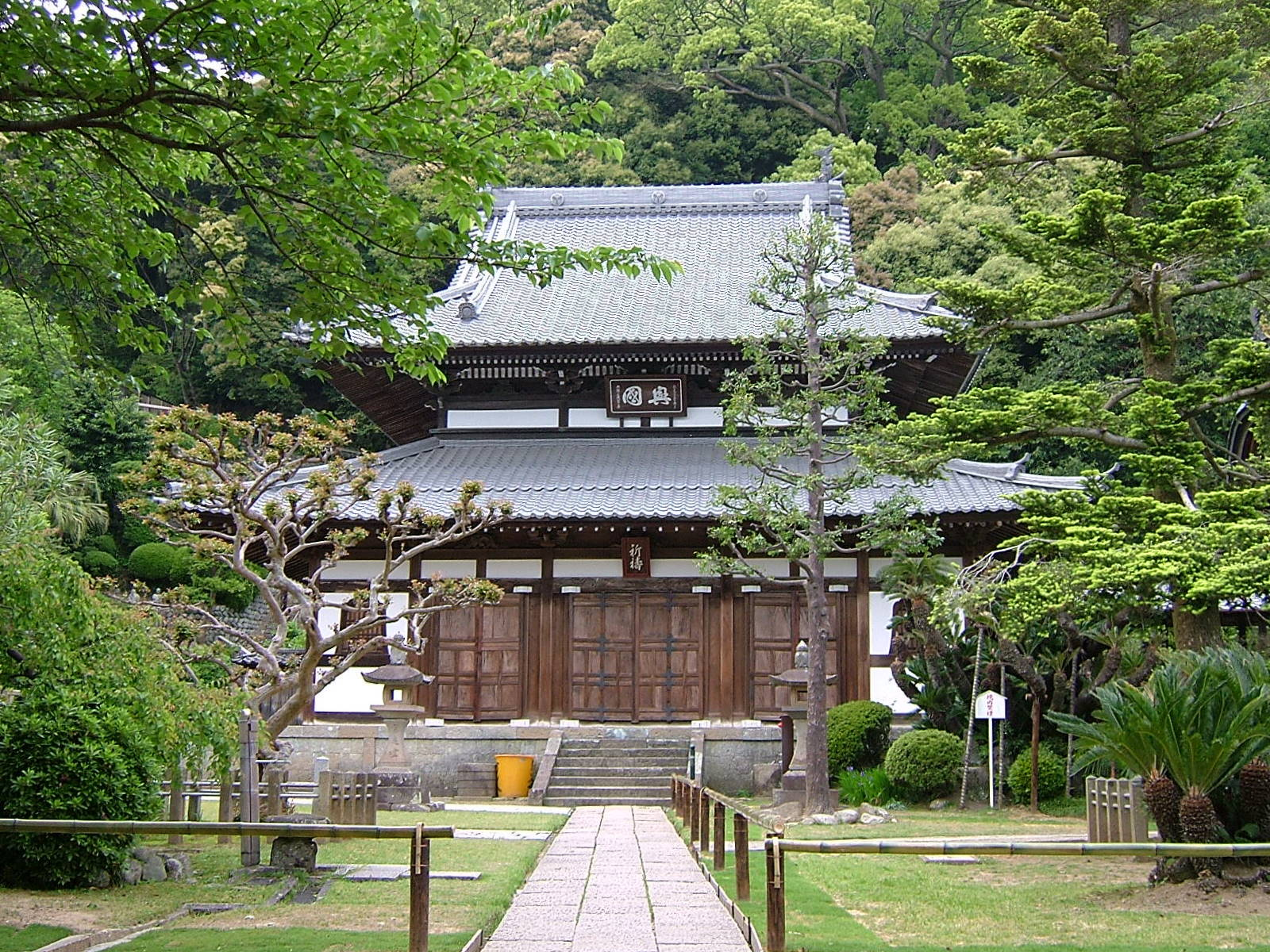
仏殿
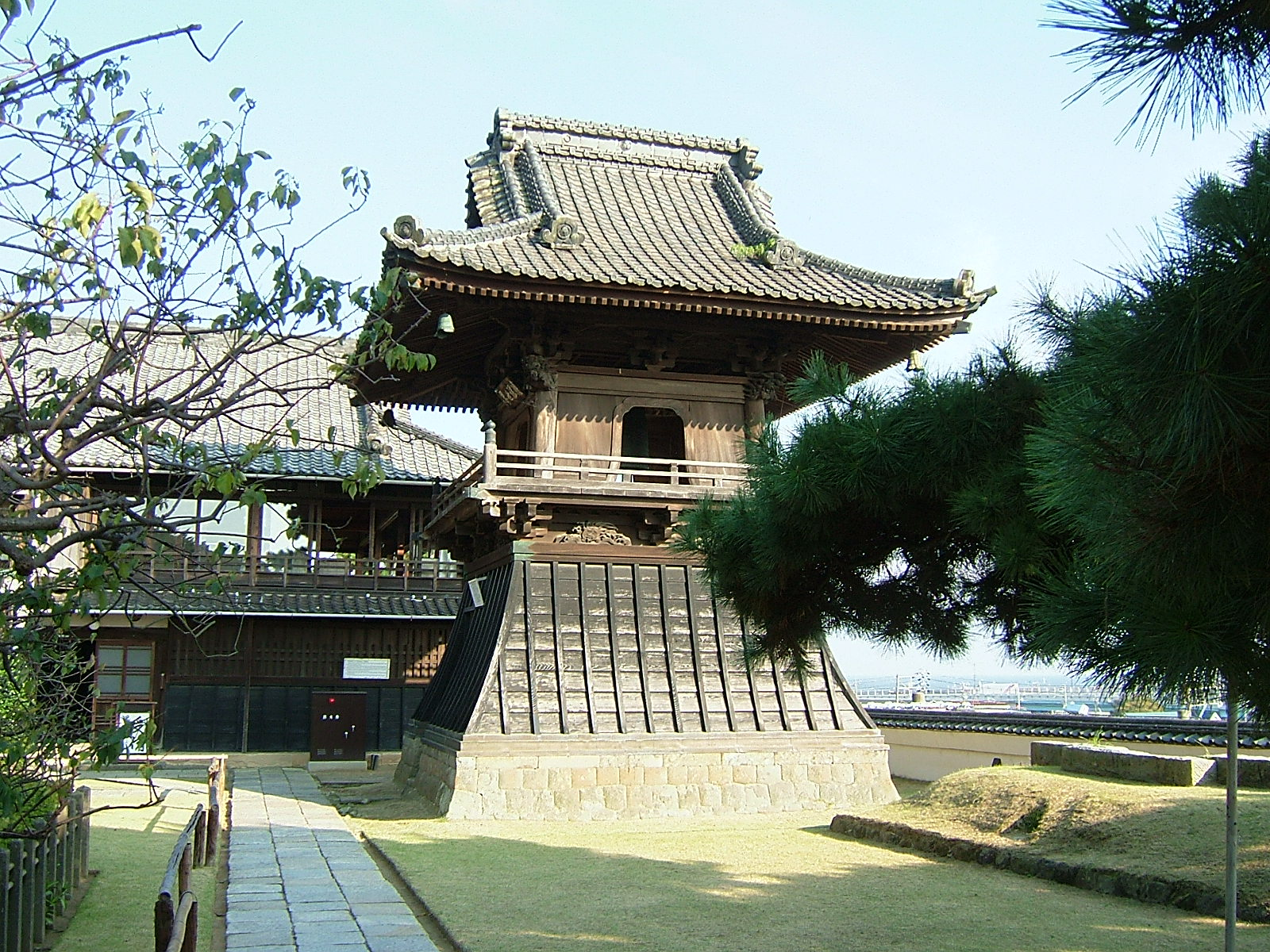
鐘楼
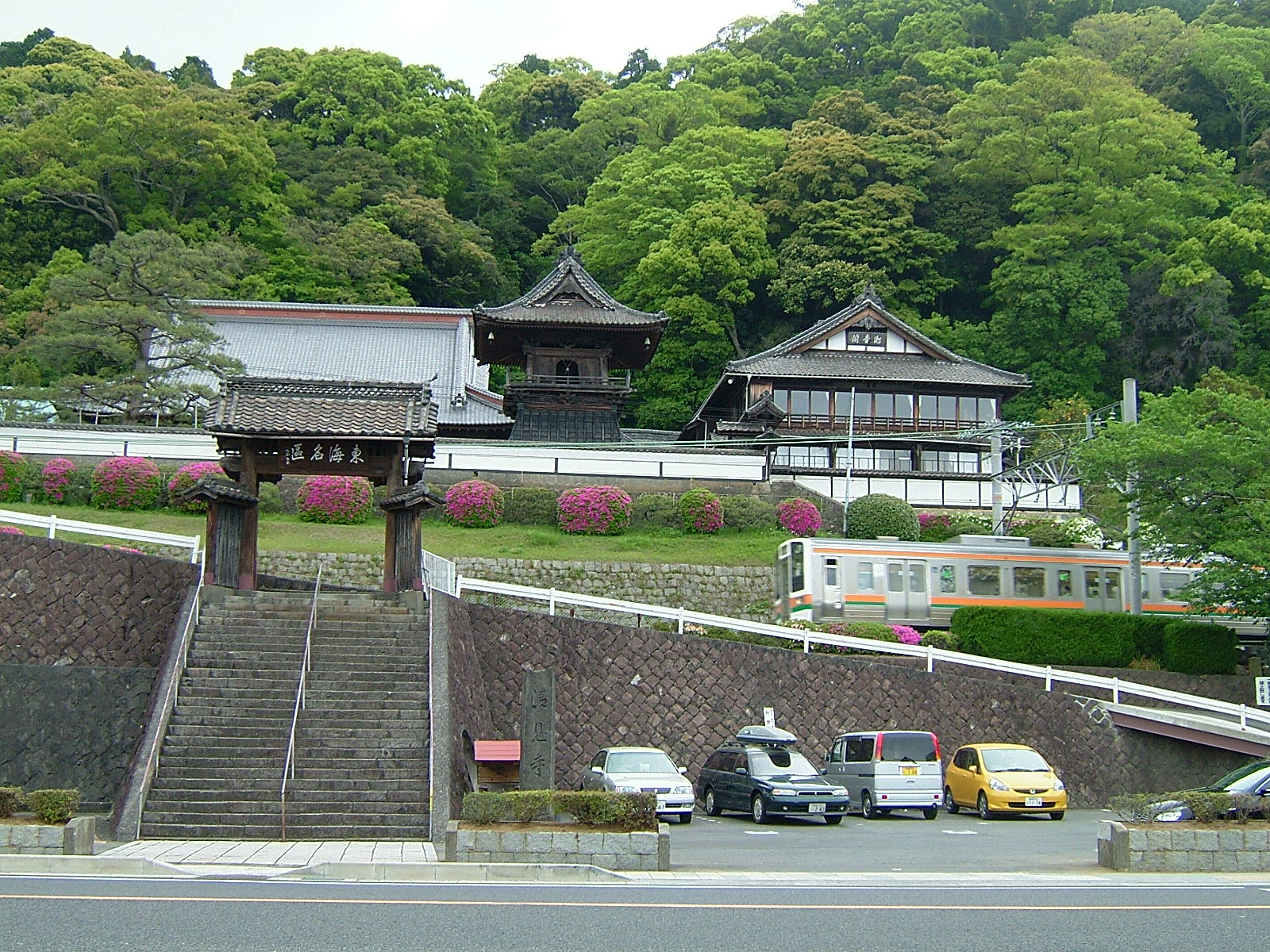
清見寺と東海道本線の位置関係
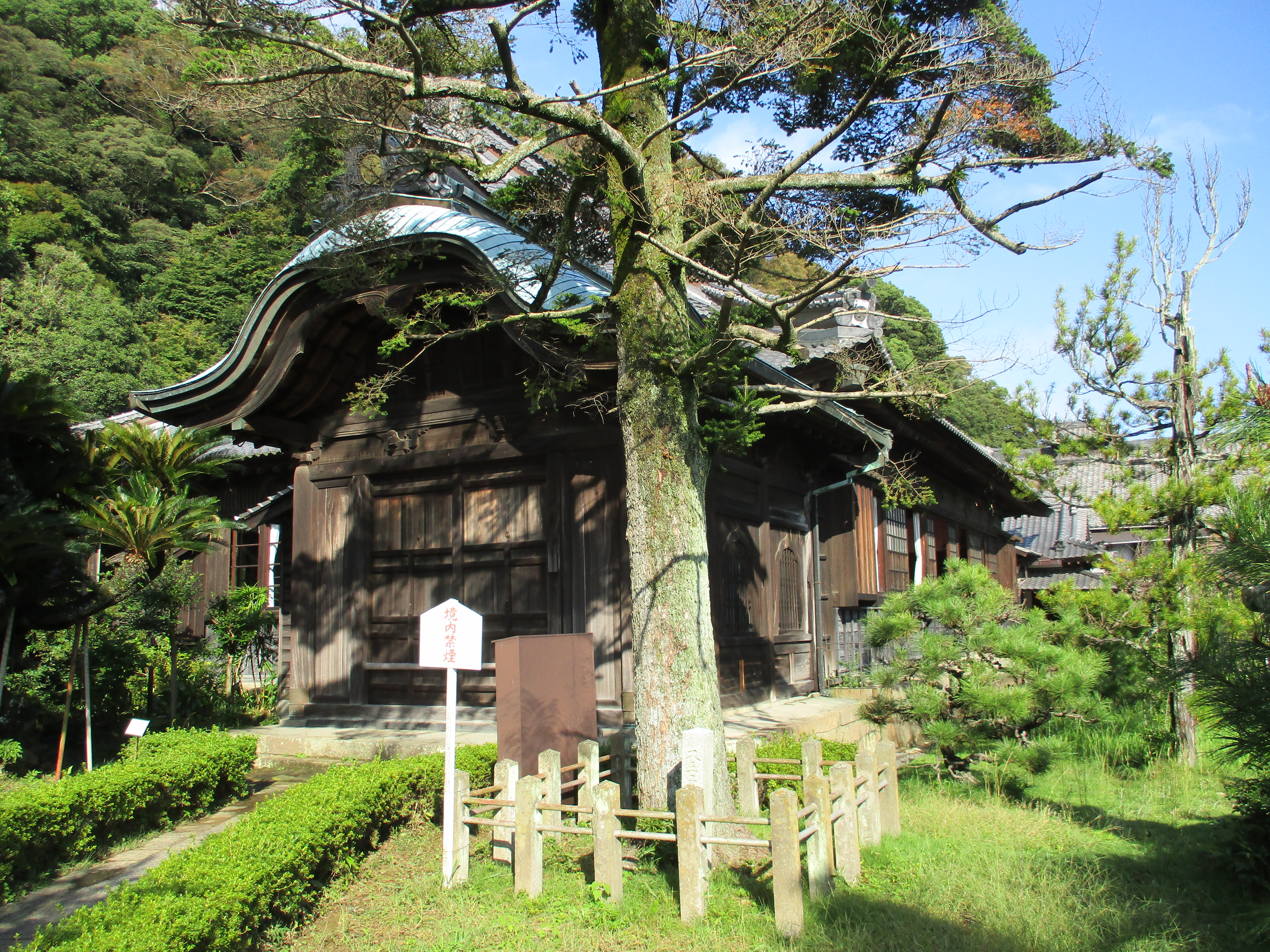
玄関
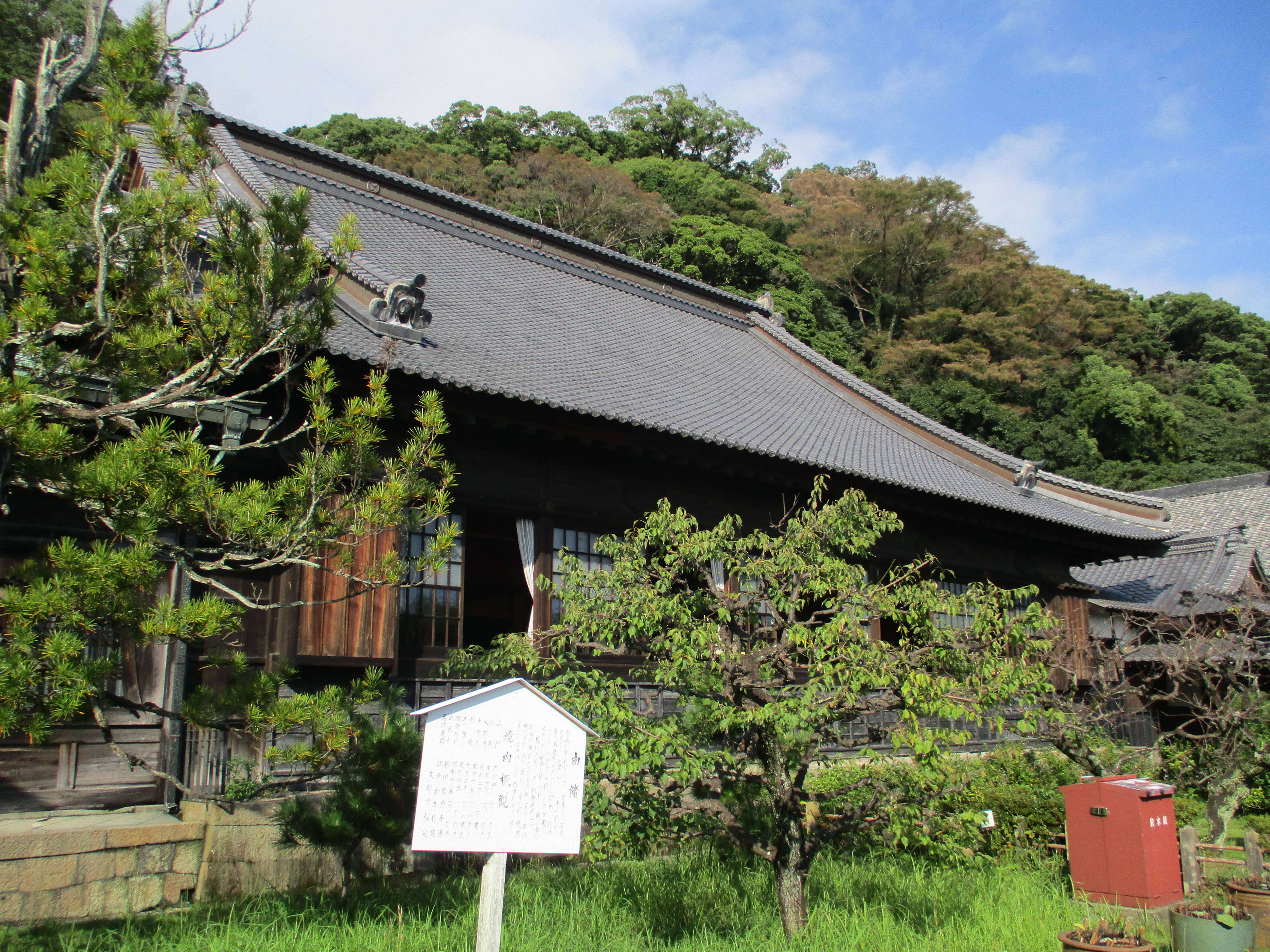
方丈

## 文化財

### 重要文化財（国指定）
- 宋版石林先生尚書伝 自巻第一至第四 紹興二十九年仲夏刊記

### 史跡（国指定）
- 朝鮮通信使遺跡興津清見寺境内[2]

### 名勝（国指定）
- 清見寺庭園[3]

### その他
- 梵鐘 - 正和3年（1314年）、高山樗牛が詩を作成
- 徳川家康愛用品
- 五百羅漢 -石造、天明年間（1781年 - 1789年）、作者不詳
- 琉球王弟の尚宏・具志頭王子朝盛の墓 - 慶長15年（1610年）、江戸へ上る途中の8月21日（10月7日）に、駿府にて病死し、この寺に祀られる[4]
- 咸臨丸碑 - 幕府軍と新政府軍の争いの際の幕府軍の戦没者を祀るため、清水の次郎長、榎本武揚が建立
- 玄関 血天井 - 門前が清見関であった時に源頼朝亡き後の鎌倉幕府から追われる梶原景時らが、正治2年（1200年）1月、この辺りの入江一族との交戦をした際（梶原景時の変）の床板を天井板にしたと伝わる。江戸幕府を起こした際、徳川家康三女正清院が戦乱の世を繰り返さない様にと供養の為に寄進したとされる。
- 臥龍梅 - 松平竹千代のお手植えの梅
- 『歴代序略』の版木 - 川瀬一馬は、龍山雪斎が開版した『歴代序略』の古版木の大部分が残存していたと報告している[5]。

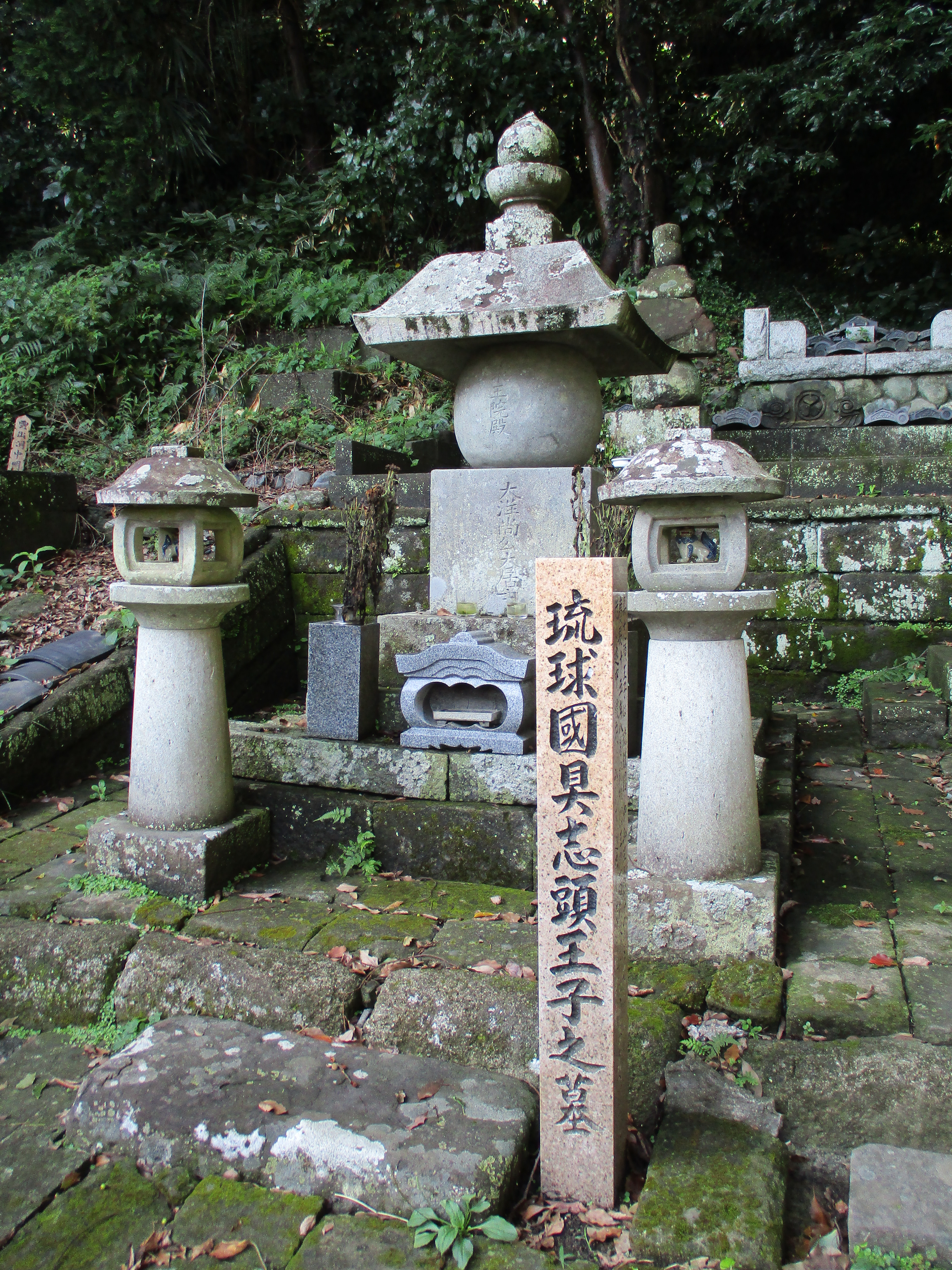
尚宏・具志頭王子朝盛の墓
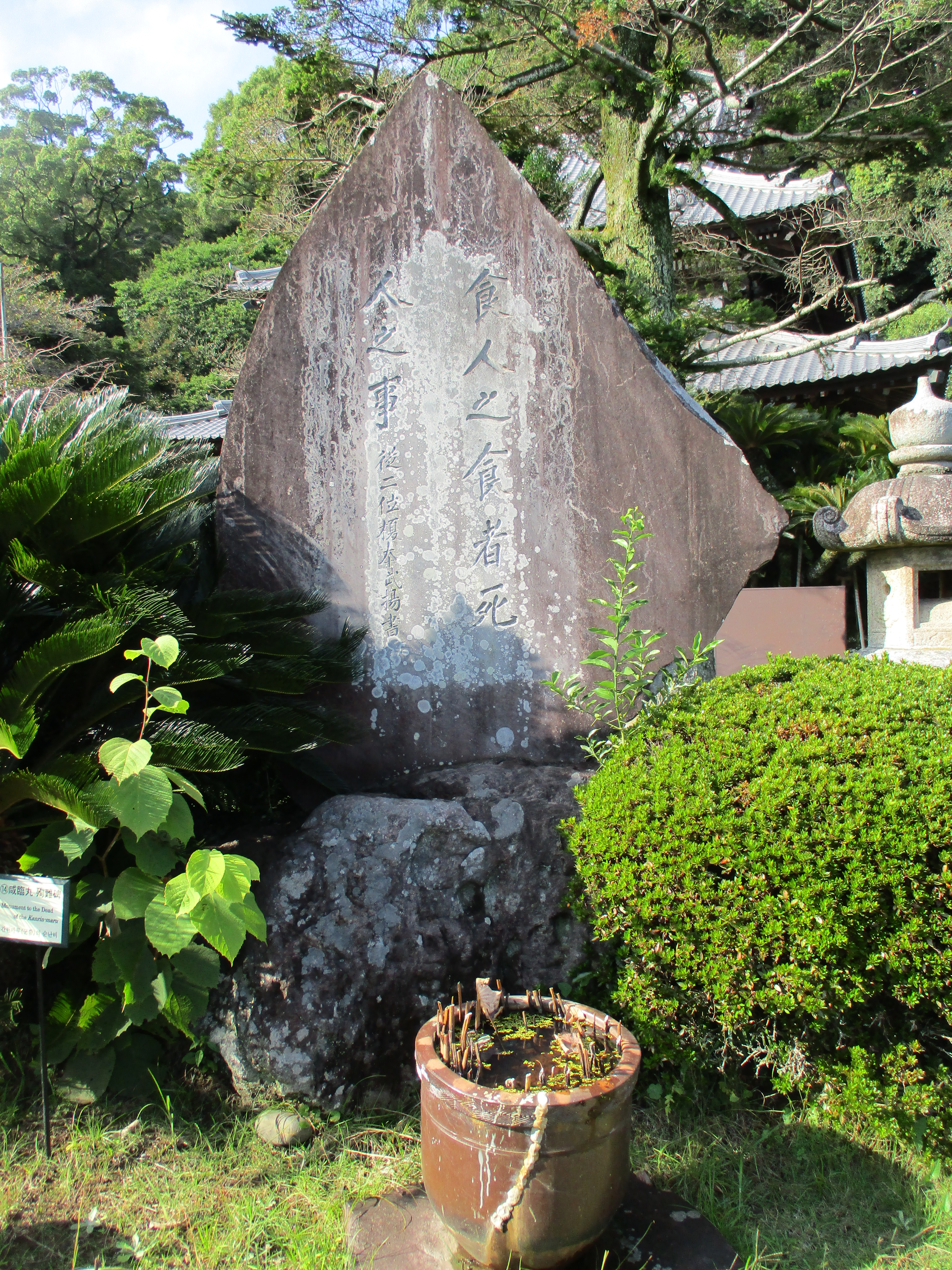
咸臨丸碑

## 所在地
静岡市清水区興津清見寺町418-1

## 交通アクセス
- JR東海道本線興津駅から徒歩約15分
- しずてつジャストライン三保山の手線清見寺前停留所（JR清水駅前停留所から10分弱）から徒歩1分
- 静清バイパス清見寺インターチェンジより車で3分

## 富士三保清見寺図屏風
静岡県富士山世界遺産センターが所蔵する17世紀中期の作品とされる金屏風「富士三保清見寺図屏風」（縦123cm、横297cm、六曲一双）の左隻には清見寺を隠居風の人物が訪ねる様子が描かれている。静岡県富士山世界遺産センターの調査では従者の規模や籠の大きさから、この人物は徳川家康の可能性が高いとしている。金屏風は動きのある描写になっていることから、何らかの物語を描いたものと推察され、徳川家康が敵将の遺児である土屋忠直を見い出した出会いを描いたものとみられている。